# Jeux méditerranéens
Pour les articles homonymes, voir JM.
Les Jeux méditerranéens (JM) sont des compétitions multisports où se rencontrent des sportifs des pays du bassin méditerranéen tous les quatre ans. La première édition de ces Jeux a eu lieu en 1951. Ils sont organisés par le Comité international des Jeux méditerranéens (CIJM) et se déroulent tous les quatre ans, l'année suivant les Jeux olympiques d'été. Ils rassemblent actuellement vingt-quatre pays : dix-neuf ayant un littoral méditerranéen, et cinq de cultures méditerranéennes considérés comme méditerranéens : le Portugal, la Serbie, l'Andorre, la Macédoine du Nord et Saint-Marin.
En 1948, lors des Jeux olympiques de Londres, plusieurs comités de pays méditerranéens ont réfléchi à l'idée de l'Égyptien Muhammad Tahir Pacha d'organiser une compétition à l'échelle de leur région. Des jeux sont ainsi organisés en Turquie, à Istanbul, dès 1949, mais seuls l'Italie et quelques sportifs turcs y participent.
Le logo de ces Jeux, conçu par Boris Ljubičić, représente trois anneaux bleu ciel sur fond blanc, et dont le bas ondule comme s'ils se reflétaient dans l'eau (de la Méditerranée). Ils matérialisent les trois continents qui bordent cette mer, l'Europe, l'Afrique et l'Asie.
Malgré leur régularité, les Jeux méditerranéens sont encore relativement peu connus du grand public, français notamment. Pour l'édition 1993, la France et la région Languedoc-Roussillon (première fois qu'une région administrative organise les Jeux et non une ville) ont pris des mesures pour en assurer la promotion, avec par exemple la construction d'installations sportives ou encore l'émission d'une pièce de 20 francs commémorative.
L'Italie est le pays qui a remporté le plus de médailles lors de ces rencontres, devançant la France, la Turquie et l'Espagne.

## Pays participants
Les nations suivantes participent aux Jeux méditerranéens (situation en 2018) :
- Albanie
- Algérie
- Andorre
- Bosnie-Herzégovine
- Chypre
- Croatie
- Égypte
- Espagne
- France
- Grèce
- Italie
- Kosovo
- Liban
- Libye
- Macédoine du Nord
- Malte
- Maroc
- Monaco
- Monténégro
- Portugal
- Saint-Marin
- Serbie
- Slovénie
- Syrie
- Tunisie
- Turquie

Figurent quelques exceptions :
- Pour des raisons avant tout politiques, Israël et la Palestine ne participent pas à cette manifestation sportive. En 2015, l'Algérie, organisatrice de la rencontre en 2022, réaffirme sa ferme opposition à la participation d'Israël aux Jeux[4].
- La Yougoslavie a participé aux Jeux avant d'être progressivement remplacée par les pays qui en sont issus : la Croatie, la Slovénie, la Bosnie-Herzégovine, le Monténégro, mais aussi la Serbie, bien que ne disposant pas de côtes avec la Méditerranée mais qui faisait partie intégrante de l'ex-Yougoslavie[5].
- La Macédoine du Nord n’est pas un État côtier, mais elle était déjà membre du Comité international des Jeux méditerranéens avant son intégration en 2013.
- Andorre, le Portugal et Saint-Marin ne sont pas non plus des États côtiers, mais ils partagent néanmoins une culture et une histoire méditerranéenne[6]. Pour les mêmes raisons, l'intégration de la Bulgarie à la manifestation a été envisagée à plusieurs reprises.

## Éditions et villes organisatrices

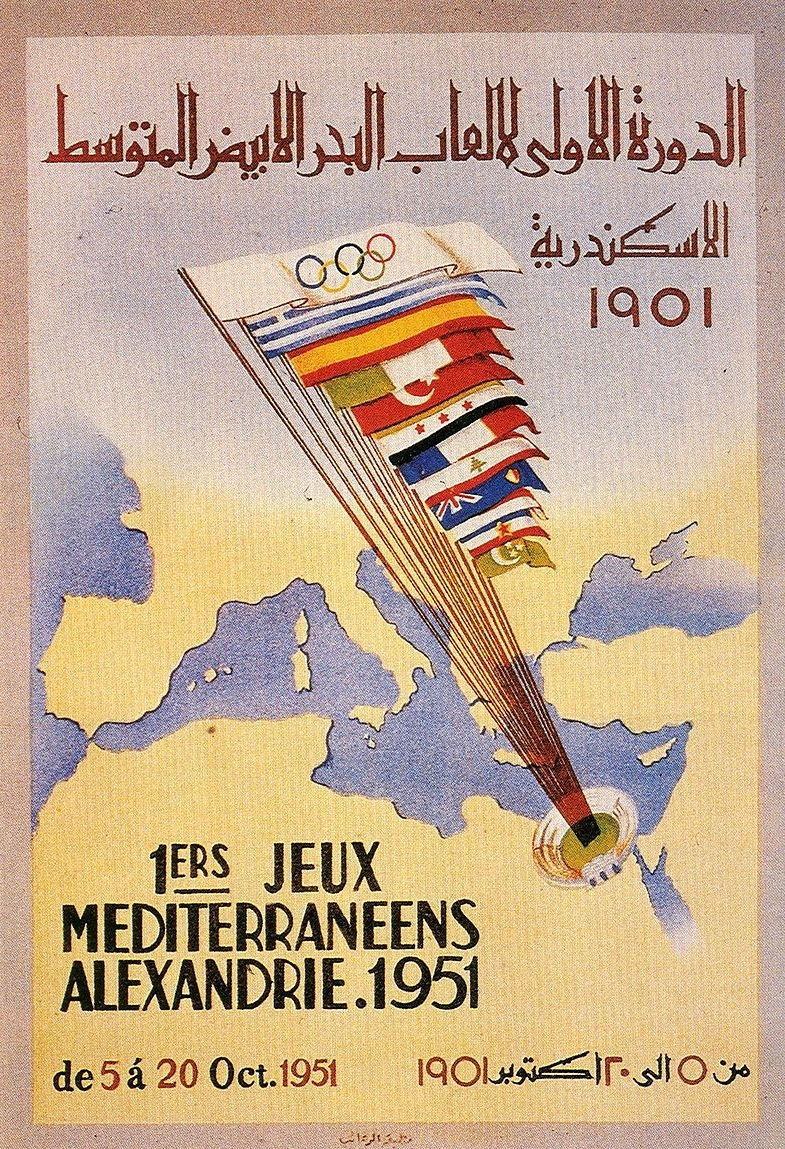

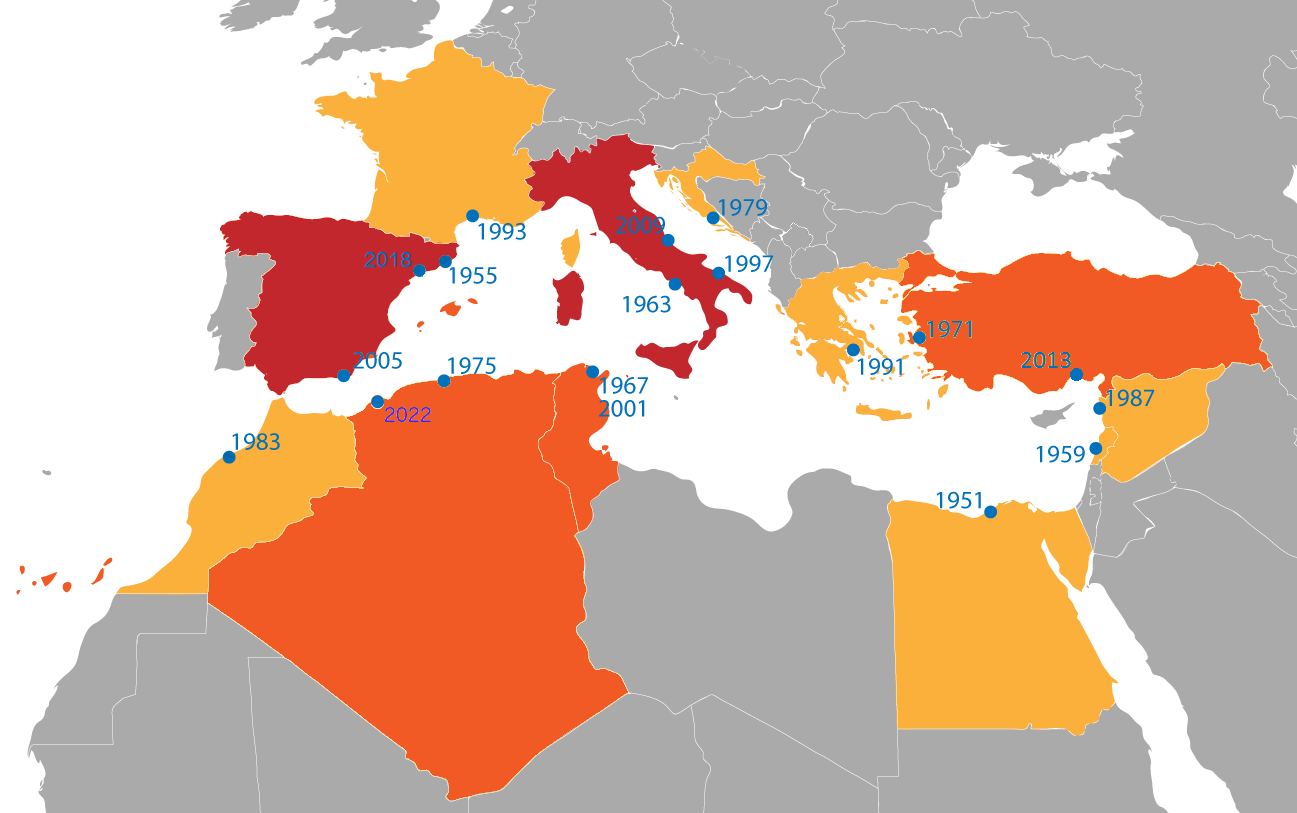
Nombre d'éditions organisées par pays de 1951 à 2022 :

| Année | Édition | Ville/région hôte    | Pays             | Dates                 | Références     |
| ----- | ------- | -------------------- | ---------------- | --------------------- | -------------- |
| 1949  | —       | Istanbul             | Turquie          | 9 - 11 septembre      | Non officielle |
| 1951  | Ier     | Alexandrie           | Royaume d'Égypte | 5 - 20 octobre        |                |
| 1955  | IIe     | Barcelone            | Espagne          | 16 - 25 juillet       |                |
| 1959  | IIIe    | Beyrouth             | Liban            | 11 - 23 octobre       |                |
| 1963  | IVe     | Naples               | Italie           | 21 - 29 septembre     |                |
| 1967  | Ve      | Tunis                | Tunisie          | 8 - 17 septembre      |                |
| 1971  | VIe     | Izmir                | Turquie          | 6 - 17 octobre        |                |
| 1975  | VIIe    | Alger                | Algérie          | 23 août - 6 sept.     |                |
| 1979  | VIIIe   | Split                | Yougoslavie      | 15 - 29 septembre     |                |
| 1983  | IXe     | Casablanca           | Maroc            | 3 - 17 septembre      |                |
| 1987  | Xe      | Lattaquié            | Syrie            | 11 - 25 septembre     |                |
| 1991  | XIe     | Athènes              | Grèce            | 28 juin - 12 juillet  |                |
| 1993  | XIIe    | Languedoc-Roussillon | France           | 16 - 27 juin          |                |
| 1997  | XIIIe   | Bari                 | Italie           | 13 - 25 juin          |                |
| 2001  | XIVe    | Tunis                | Tunisie          | 2 - 15 septembre      |                |
| 2005  | XVe     | Almería              | Espagne          | 24 juin - 3 juillet   |                |
| 2009  | XVIe    | Pescara              | Italie           | 26 juin - 5 juillet   |                |
| 2013  | XVIIe   | Mersin               | Turquie          | 20 - 30 juin          |                |
| 2018  | XVIIIe  | Tarragone            | Espagne          | 22 juin - 1er juillet |                |
| 2022  | XIXe    | Oran                 | Algérie          | 25 juin - 5 juillet   |                |
| 2026  | XXe     | Tarente              | Italie           | 13 juin - 22 juin     |                |
| 2030  | XXIe    | Pristina             | Kosovo           |                       |                |

### Cas particuliers
Le 28 janvier 2011, le CIJM retire l'organisation des Jeux méditerranéens de 2013 à Volos car la Grèce, sévèrement touchée par la crise financière mondiale, ne peut faire face à la préparation. Le 25 février 2011, la ville de Mersin en Turquie est désignée pour la remplacer.
La XVIIIe édition des Jeux à Tarragone a été reportée d'un an de 2017 à 2018 à cause des difficultés financières résultant de la paralysie politique espagnole.
Les Jeux méditerranéens de 2022, organisés à Oran en Algérie, ont également été reportés d'un an de 2021 à 2022 en raison de la pandémie de Covid-19 ayant bouleversé le calendrier olympique.

## Disciplines
Le programme des Jeux méditerranéens est extrêmement varié. Les Jeux méditerranéens constituent par ailleurs une occasion de présenter des disciplines, comme le karaté, qui ne sont pas retenues dans la programmation olympique. En outre, des disciplines de handisport sont disputées pendant les Jeux. 
Les sports inscrits au programme des Jeux méditerranéens depuis la création sont :
| Édition→               | 51 | 55 | 59 | 63 | 67 | 71 | 75 | 79 | 83   | 87 | 91 | 93 | 97 | 01 | 05 | 09   | 13 | 18 | 22 |
| ---------------------- | -- | -- | -- | -- | -- | -- | -- | -- | ---- | -- | -- | -- | -- | -- | -- | ---- | -- | -- | -- |
| Athlétisme             | ●  | ●  | ●  | ●  | ●  | ●  | ●  | ●  | ●    | ●  | ●  | ●  | ●  | ●  | ●  | ●    | ●  | ●  | ●  |
| Aviron                 | ●  | ●  |    | ●  |    |    |    | ●  |      |    | ●  | ●  | ●  | ●  | ●  | ●    | ●  | ●  |    |
| Badminton              |    |    |    |    |    |    |    |    |      |    |    |    |    |    |    |      | ●  | ●  | ●  |
| Basket-ball            | ●  | ●  | ●  | ●  | ●  | ●  | ●  | ●  | ●    | ●  | ●  | ●  | ●  | ●  | ●  | ●    | ●  | ●  | ●  |
| Boxe                   | ●  | ●  | ●  | ●  | ●  | ●  | ●  | ●  | ●    | ●  | ●  | ●  | ●  | ●  | ●  | ●    | ●  | ●  | ●  |
| Canoë-kayak            |    |    |    |    |    |    |    | ●  |      |    | ●  | ●  | ●  |    | ●  | ●    | ●  | ●  |    |
| Cyclisme               |    | ●  | ●  | ●  | ●  | ●  | ●  | ●  | ●    | ●  | ●  | ●  | ●  | ●  | ●  | ●    | ●  | ●  | ●  |
| Escrime                | ●  | ●  | ●  | ●  | ●  | ●  | ●  | ●  | ●    |    | ●  | ●  | ●  | ●  | ●  | ●    | ●  | ●  | ●  |
| Football               | ●  | ●  | ●  | ●  | ●  | ●  | ●  | ●  | ●    | ●  | ●  | ●  | ●  | ●  | ●  | ●    | ●  | ●  | ●  |
| Golf                   |    |    |    |    |    |    |    |    | démo |    | ●  | ●  | ●  | ●  | ●  | ●    |    | ●  |    |
| Gymnastique artistique | ●  | ●  | ●  | ●  | ●  | ●  | ●  | ●  | ●    | ●  | ●  | ●  | ●  | ●  | ●  | ●    | ●  | ●  | ●  |
| Gymnastique rythmique  |    |    |    |    |    |    |    |    |      |    |    |    |    |    | ●  | ●    | ●  | ●  | ●  |
| Haltérophilie          | ●  | ●  | ●  |    | ●  | ●  | ●  | ●  | ●    | ●  | ●  | ●  | ●  | ●  | ●  | ●    | ●  | ●  | ●  |
| Handball               |    |    |    |    | ●  |    | ●  | ●  | ●    | ●  | ●  | ●  | ●  | ●  | ●  | ●    | ●  | ●  | ●  |
| Hockey sur gazon       |    | ●  |    | ●  |    |    |    | ●  |      |    |    |    |    |    |    |      |    |    |    |
| Judo                   |    |    |    |    |    | ●  | ●  | ●  | ●    | ●  | ●  | ●  | ●  | ●  | ●  | ●    | ●  | ●  | ●  |
| Karaté                 |    |    |    |    |    |    |    |    |      |    |    | ●  | ●  | ●  | ●  | ●    | ●  | ●  | ●  |
| Lutte                  | ●  | ●  | ●  | ●  | ●  | ●  | ●  | ●  | ●    | ●  | ●  | ●  | ●  | ●  | ●  | ●    | ●  | ●  | ●  |
| Natation               | ●  | ●  | ●  | ●  | ●  | ●  | ●  | ●  | ●    | ●  | ●  | ●  | ●  | ●  | ●  | ●    | ●  | ●  | ●  |
| Plongeon               |    | ●  | ●  | ●  |    | ●  | ●  | ●  | ●    | ●  | ●  |    |    |    |    |      |    |    |    |
| Rink hockey            |    | ●  |    |    |    |    |    |    |      |    |    |    |    |    |    |      |    |    |    |
| Rugby à XV             |    | ●  |    |    |    |    |    | ●  | ●    |    |    | ●  |    |    |    |      |    |    |    |
| Ski nautiques          |    |    |    |    |    |    |    |    |      |    |    |    |    |    |    | démo | ●  | ●  |    |
| Boules                 |    |    |    |    |    |    |    |    |      |    |    |    | ●  | ●  | ●  | ●    | ●  | ●  | ●  |
| Équitation             |    | ●  | ●  |    |    |    |    | ●  | ●    |    | ●  | ●  | ●  |    | ●  | ●    |    | ●  | ●  |
| Taekwondo              |    |    |    |    |    |    |    |    |      |    |    |    |    |    |    | ●    | ●  | ●  | ●  |
| Tennis                 |    |    |    | ●  | ●  | ●  | ●  | ●  | ●    | ●  | ●  | ●  | ●  | ●  | ●  | ●    | ●  | ●  | ●  |
| Tennis de table        |    |    |    |    |    |    |    | ●  |      | ●  | ●  | ●  | ●  | ●  | ●  | ●    | ●  | ●  | ●  |
| Tir sportif            | ●  | ●  | ●  | ●  |    | ●  | ●  | ●  |      | ●  | ●  | ●  | ●  | ●  | ●  | ●    | ●  | ●  | ●  |
| Tir à l'arc            |    |    |    |    |    |    |    | ●  |      |    |    | ●  | ●  |    | ●  |      | ●  | ●  | ●  |
| Triathlon              |    |    |    |    |    |    |    |    |      |    |    |    |    |    |    |      |    | ●  |    |
| Voile                  |    | ●  | ●  | ●  |    | ●  | ●  | ●  | ●    |    | ●  | ●  | ●  | ●  | ●  | ●    | ●  | ●  | ●  |
| Volley-ball féminin    |    |    |    |    |    |    | ●  | ●  | ●    | ●  | ●  | ●  | ●  | ●  | ●  | ●    | ●  | ●  | ●  |
| Volley-ball masculin   | ●  |    | ●  | ●  | ●  | ●  | ●  | ●  | ●    | ●  | ●  | ●  | ●  | ●  | ●  | ●    | ●  | ●  | ●  |
| Beach-volley           |    |    |    |    |    |    |    |    |      |    |    |    |    |    | ●  | ●    | ●  | ●  |    |
| Water-polo             | ●  | ●  | ●  | ●  | ●  | ●  | ●  | ●  | ●    | ●  | ●  | ●  | ●  | ●  | ●  | ●    | ●  | ●  | ●  |
| Total par édition      | 14 | 18 | 16 | 17 | 14 | 17 | 18 | 25 | 19   | 17 | 23 | 25 | 25 | 22 | 29 | 29   | 29 | 32 | 25 |

## Tableau des médailles
Tableau des médailles de 1951 à 2022.
| Pos.  | Nation                | Or   | Argent | Bronze | Total |
| ----- | --------------------- | ---- | ------ | ------ | ----- |
| 1     | Italie                | 924  | 791    | 747    | 2462  |
| 2     | France                | 652  | 600    | 569    | 1821  |
| 3     | Turquie               | 386  | 269    | 315    | 970   |
| 4     | Espagne               | 345  | 474    | 569    | 1388  |
| 5     | Grèce                 | 200  | 257    | 349    | 806   |
| -     | Yougoslavie           | 199  | 177    | 182    | 558   |
| 6     | Égypte                | 156  | 209    | 255    | 620   |
| 7     | Tunisie               | 89   | 101    | 159    | 349   |
| 8     | Algérie               | 86   | 76     | 131    | 293   |
| 9     | Maroc                 | 72   | 90     | 116    | 278   |
| 10    | Croatie               | 57   | 69     | 79     | 205   |
| 11    | Slovénie              | 55   | 64     | 99     | 218   |
| 12    | Serbie                | 54   | 51     | 58     | 163   |
| 13    | Syrie                 | 32   | 42     | 76     | 150   |
| -     | République arabe unie | 23   | 21     | 30     | 74    |
| 14    | Chypre                | 19   | 21     | 25     | 65    |
| 15    | Albanie               | 11   | 19     | 18     | 48    |
| 16    | Liban                 | 10   | 23     | 42     | 75    |
| 17    | Portugal              | 10   | 18     | 21     | 49    |
| 18    | Bosnie-Herzégovine    | 6    | 8      | 25     | 39    |
| 19    | Kosovo                | 6    | 1      | 3      | 10    |
| 20    | Saint-Marin           | 5    | 10     | 8      | 23    |
| 21    | Monténégro            | 4    | 8      | 10     | 22    |
| 22    | Macédoine du Nord     | 3    | 2      | 9      | 14    |
| -     | Serbie-et-Monténégro  | 2    | 2      | 7      | 11    |
| 23    | Libye                 | 2    | 1      | 14     | 17    |
| 24    | Malte                 | 1    | 4      | 4      | 9     |
| 25    | Monaco                | 1    | 3      | 1      | 5     |
| 26    | Andorre               | 0    | 0      | 0      | 0     |
| 26    | Jordanie              | 0    | 0      | 0      | 0     |
| Total | Total                 | 3408 | 3409   | 3914   | 10731 |

En italique les entités politiques n'existant plus aujourd'hui.